# Bankett (Festessen)

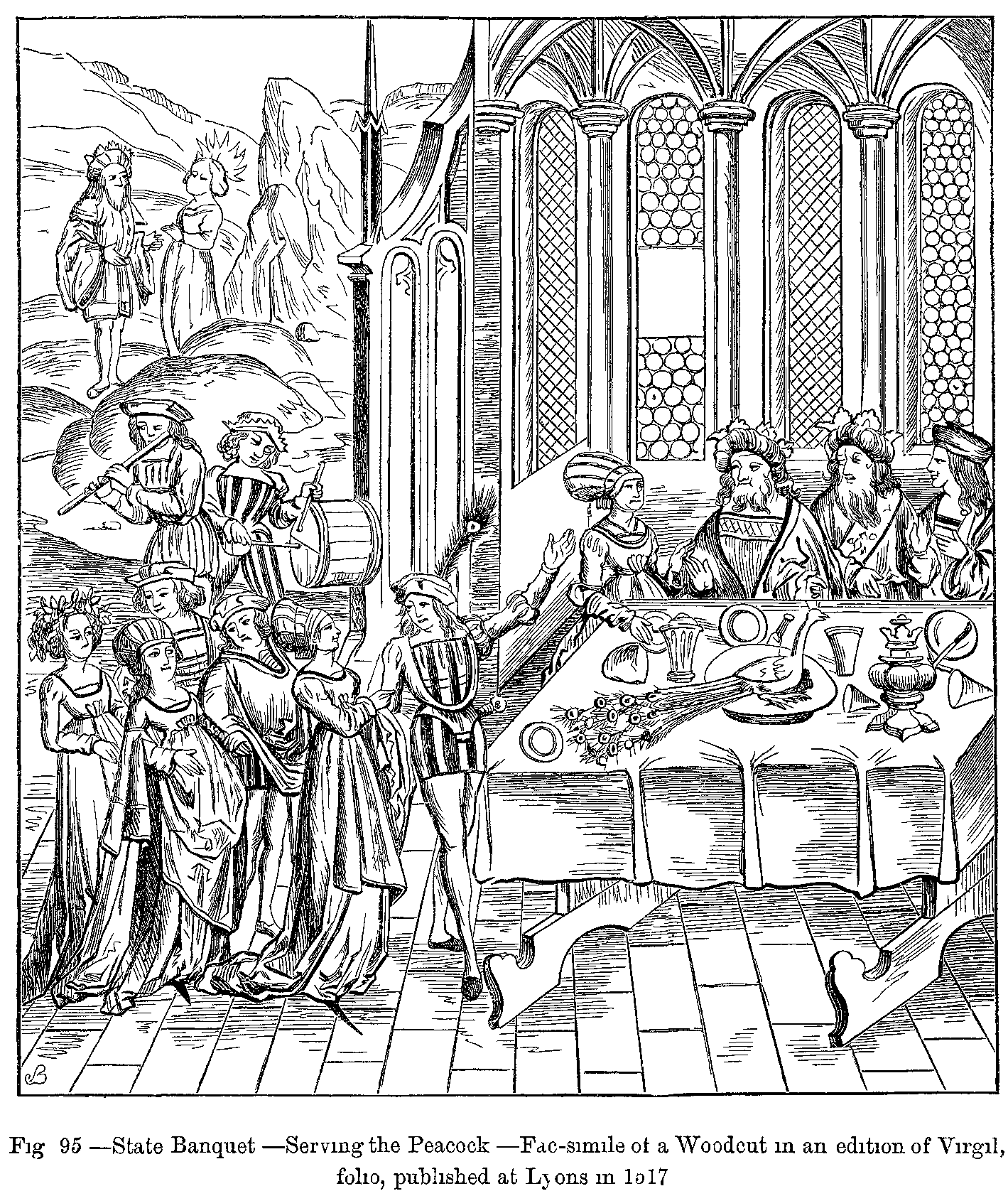
Staatsbankett (Frankreich, 1517)

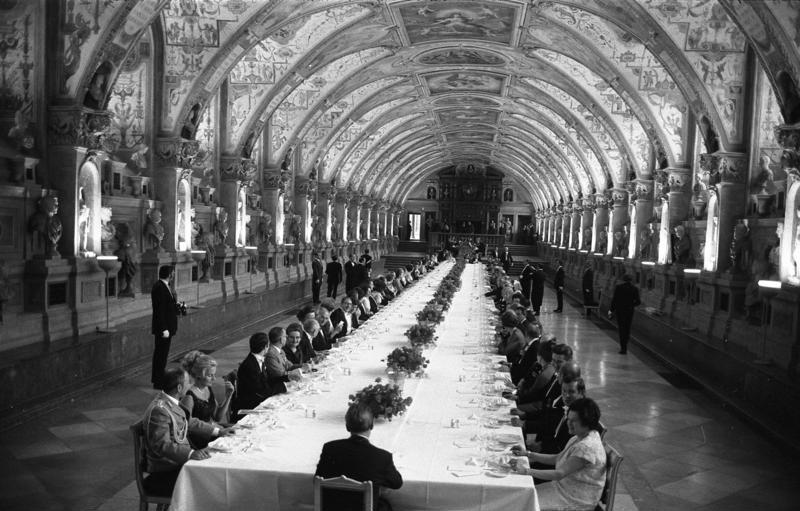
Bankett beim Staatsbesuch des belgischen Königspaares im Münchener Antiquarium im Jahr 1971. Foto: Bundesarchiv

Ein Bankett (auch französisiert Banquet geschrieben) ist ein Festessen in Form einer gemeinsamen Mahlzeit im feierlichen Rahmen zu einem besonderen Anlass oder zu Ehren eines Gastes.
Bankett ist dem italienischen banchetto entliehen und bezeichnete feierliche Mahlzeiten des Königs bei versammeltem Hof. Bankett bezeichnete ursprünglich ein Gastmahl, einen „Schmaus“ oder „Schlämmer“. Der Duden bezeichnet banchetto ursprünglich als Beistelltisch bzw. als Verkleinerungsform von banco für Bank.
Die Kleiderordnung ist bei offiziellen Anlässen wie Staatsbanketten auch heute noch formell, d. h. Smoking oder Anzug sowie Krawatte oder Fliege beim Herrn sowie Abendkleid bei der Dame. In besonderen Fällen wird von den Herren sogar noch Frack getragen. Üblich sind ein Sekt- oder Champagnerempfang und ein Menü mit mehreren Gängen sowie eine feste Sitzordnung. Das Essen im Bankett kann aber ebenso in Buffetform stattfinden.